# Gustav Lorentzen
Gustav Fredrik Lorentzen (28. september 1947 – 21. april 2010) var en norsk musiker, komiker, forfatter og programleder. Han blev uddannet civilingeniør i akustik fra NTH.
Han var blandt de fleste bedst kendt som Ludvigsen i duoen Knutsen & Ludvigsen (1970–1986). Han fortsatte sin karriere som soloartist efter at duoen blev opløst i 1986.
Lorentzen var på turneer, både alene, og sammen med musikere som Trygve Thue, Frode Alnæs og Bergen filharmoniske orkester. Han har skrevet flere børnebøger, samt bøger for voksne om børns rettigheder, om racisme, omsorg og terapi overfor et barn. Han var national Goodwill-ambassadør for UNICEF fra 1993.
Lorentzen døde pludseligt af et hjerteanfald under et orienteringsløb uden for Bergen den 21. april 2010.